# Istanbul (film, 1957)
Pour les articles homonymes, voir Istanbul (homonymie).
Istanbul est un film américain réalisé par Joseph Pevney, sorti en 1957.
C'est un remake du film Singapour de 1947, avec Fred MacMurray et Ava Gardner mais l'action est cette fois-ci transposée en Turquie.

## Synopsis
James Brennan revient à Istanbul après cinq ans d'absence. Très romantique, il se remémore ses derniers instants passés sur place et son histoire d'amour avec Stéphanie Bauer qui a disparu lors d'un incendie. Il avait été suspecté de contrebande de diamants. Stéphanie réapparaît, mariée, portant désormais le nom de Karen Fielding, est-ce elle ou son double, de plus reste le souci de savoir où se trouvent les diamants. 

## Fiche technique
- Titre : Istanbul
- Réalisation : Joseph Pevney
- Scénario : Barbara Gray, Richard Alan Simmons et Seton I. Miller
- Photographie : William H. Daniels
- Montage : Sherman Todd
- Musique : Henry Mancini
- Direction artistique : Alexander Golitzen et Eric Orbom
- Décors : Julia Heron et Russell A. Gausman
- Production : Albert J. Cohen
- Société de production : United International Pictures pour Universal
- Pays de production : États-Unis
- Format : Couleur — 35 mm — 2,35:1 — Son : Mono
- Genre : Film dramatique, Film d'aventure
- Durée : 84 minutes
- Date de sortie : 
  - États-Unis : 23 janvier 1957 (New York City, New York)

## Distribution
- Errol Flynn : James Brennan
- Cornell Borchers : Stephanie Bauer / Karen Fielding
- John Bentley : Inspecteur Nural
- Torin Thatcher : Douglas Fielding
- Leif Erickson : Charlie Boyle
- Peggy Knudsen : Marge Boyle
- Martin Benson : M. Darius
- Nat 'King' Cole : Danny Rice
- Werner Klemperer : Paul Renkov
- Vladimir Sokoloff : Aziz Rakim
- Roland Varno : M. Florian
- David Bond : Dr Sarica

### Voix françaises
- Robert Dalban    (Torin Thatcher)
- Pierre Morin   (Leif Erickson)
- Pierre Leproux   (Jan Arvan)
- Lucien Bryonne   (Ted Hecht)
- Jean-Claude Michel   (John Bentley)
- Jean Davy (Errol Flynn)
- Gérard Ferat (Martin Benson)
- Georges Hubert   (Edward Colmans)
- Georges Aminel   (Nat King Cole)

## Autour du film
- C'est la dernière apparition de Peggy Knudsen au cinéma, elle se tourna ensuite vers la télévision.